# Auricular
Un auricular (también conocido como audífono en América; generalmente se usa uno en cada oído, por lo que es frecuente emplear el nombre en plural: auriculares, audífonos o también cascos) es un transductor que recibe una señal eléctrica originada desde una fuente electrónica (como por ejemplo una radio, sintoamplificador o reproductor de audio) y que por su diseño permite colocar cerca de los oídos unos altavoces para generar ondas sonoras audibles.
Los auriculares son normalmente desmontables e intercambiables, es decir, que pueden enchufarse o desenchufarse con facilidad del equipo que los requiere. Los mismos auriculares pueden ser usados por diversos sistemas de audio.
En el contexto de las telecomunicaciones, los auriculares se refieren a un tipo de aparato que consiste en una combinación de auriculares y micrófono para la comunicación bidireccional. Por ejemplo, un teléfono móvil.

## Terminología
En Hispanoamérica, el término audífono se aplica sobre todo a los dispositivos para escuchar música y el término auricular a la pieza de ciertos dispositivos que sirve para escuchar; en España, se suele usar el término audífono para estos últimos.

## Historia
Los auriculares empezaron a usarse mucho a partir de la telefonía y la radio. Las señales eléctricas débiles de los tempranos instrumentos eléctricos (todavía no electrónicos) requerían una amplificación personalizada para el ámbito de la telefonía.
A la empresa llamada Beyerdynamic se le atribuye oficialmente el invento, a finales de los años 1930, y como la primera empresa en vender auriculares al público en general: modelo DT48 en 1937.
Su empleo se masificó a partir del surgimiento de los sistemas de audio personales: radios portátiles y reproductores portátiles de casete; posteriormente el fenómeno se acrecentó con el uso del reproductor de CD, el reproductor de audio digital, la computadora personal y los teléfonos inteligentes.
Con el avance de la electrónica se han incorporado el receptor de radio AM/FM y han adquirido otras capacidades, como la comunicación inalámbrica (por medio de infrarrojos, bluetooth, o wifi) para recibir señales.

## Tipos
Por posición relativa al oído, se suelen clasificar en:

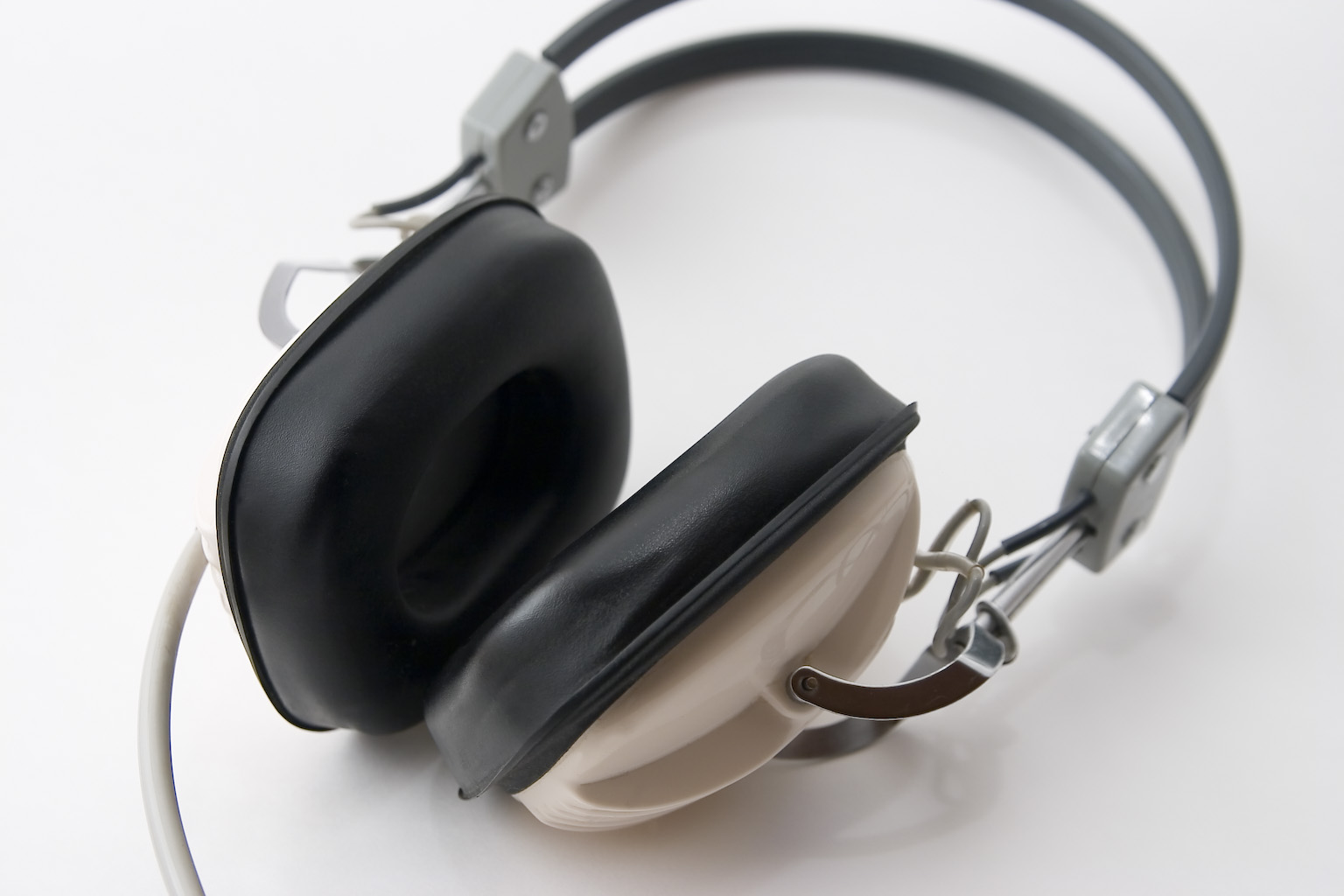
Auriculares circumaurales.

- Circumaurales: Rodean completamente la oreja. Estos auriculares, cuando son cerrados, permiten el aislamiento sonoro casi por completo del sujeto que escucha. Asimismo impiden que el sonido reproducido salga al exterior, por eso sus aplicaciones suelen estar más dedicadas al campo profesional, como monitorización de amplificación en vivo (típicamente operación de consola de mezcla en recitales) o mezcla para los DJ en clubs. La principal característica de estos dos tipos es que, al estar ligeramente separados del oído, generan una mayor sensación natural del campo estéreo y una reproducción de frecuencias más lineal y precisa.

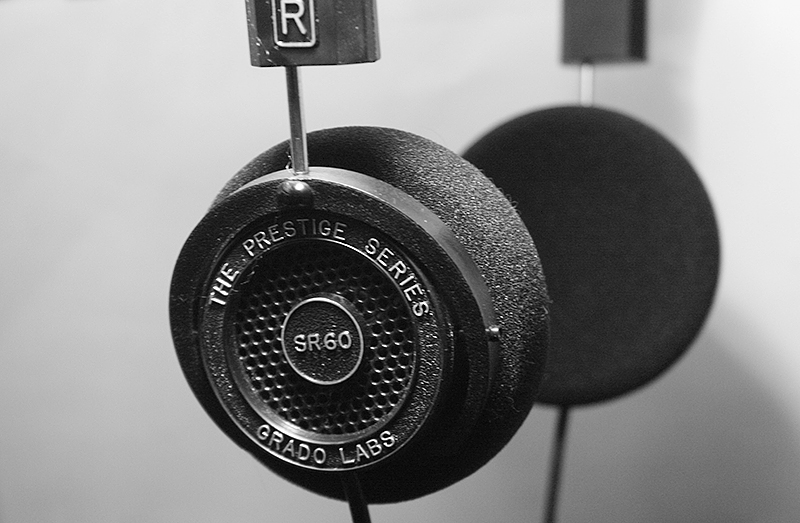
Auriculares supraaurales.

- Supraaurales: Los altavoces cubren la mayor parte del pabellón auditivo, siendo este diseño el estándar en sonido Hi-Fi domésticos, pero también en los sistemas de mezcla profesional. Son "portátiles" por ser más ligeros y menos voluminosos que los circumaurales.

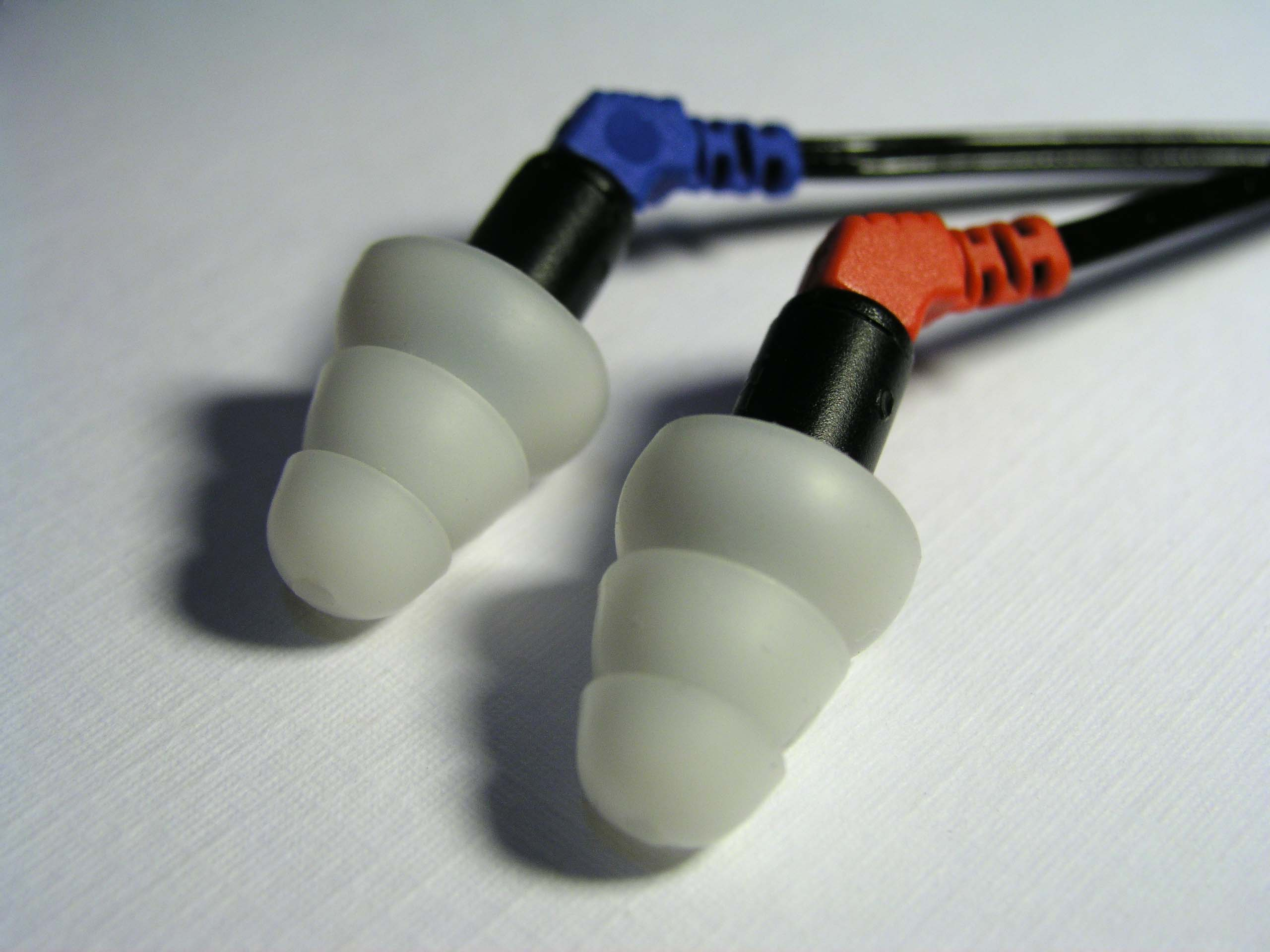
Auriculares intrauriculares.

- Intraurales o intrauriculares: Son pequeños auriculares, aproximadamente del tamaño de un botón que se introducen dentro del canal auditivo, y permiten al oyente un mayor aislamiento, movilidad y confort subjetivo (la sensación de comodidad difiere según el usuario). Su mayor defecto es que el sonido parece que viniera del interior de la cabeza, por lo que se pierde la sensación auditiva natural, en la que el sonido llega del exterior. También por su tamaño ofrecen menor rendimiento sonoro que un dispositivo de mayor tamaño. Su uso está generalizadamente extendido para la escucha de reproductores portátiles (reproductor MP3, reproductor MP4). También se les llama pinganillos.[9]
- De conducción ósea: Este tipo de dispositivos, al no generar una onda de presión acústica ("ondas sonoras audibles" en la definición) y por no trabajar con variaciones de presión atmosférica, no entran dentro de la categoría de "auriculares" y formalmente no lo son. Sin embargo, dado que comparte con los auriculares uso y funciones, así como métodos de transmisión de datos o modos de carga, conviene listarlos como una alternativa funcional. Los dispositivos de conducción ósea emiten vibraciones a través de la piel y el cráneo, de forma que hacen vibrar la cóclea (en el oído interno) pero sin usar el conducto auditivo externo.[10] La principal ventaja es que nos mantiene en contacto con el entorno exterior, por lo que son ideales para actividades deportivas o peligrosas en las que se necesita percibir también otras fuentes sonoras a través del oído externo.

Según el mecanismo de soporte:
- De diadema o cascos: Los auriculares van acoplados en los extremos de una diadema. Los hay de diversos tipos de materiales y formas. Los más comunes suelen ser de plástico y metal acolchados. En cambio, «auricules» se utiliza para que están sueltos.
- Internos: Se insertan en el canal auditivo y logran bloquear el sonido externo mediante gomas o siliconas que se amoldan a cada usuario. Están entre los más transportables, pero también los que llegan de forma más directa al oído interno gracias a introducirse en el conducto auditivo externo.
- De botón: Se colocan en el oído externo, por lo que es un punto medio entre los auriculares internos y los de diadema. Son tal vez los más utilizados, ya que suelen venir acompañando a los reproductores de música y a los teléfonos móviles.
- De clip: Son prácticamente iguales que los de botón o los internos, con la diferencia de que cuentan con una estructura, en general plástica o de silicona, para colocarlos alrededor de la oreja. Son ideales para salir a correr, para el gimnasio u otras actividades, puesto que no se salen con facilidad.
- De nuca: También llamados de contorno de cuello o cervicales, son similares a los de clip, pero además cuentan con una cinta que va por la nuca y comprime los auriculares hacia la cabeza.
- Pinganillos: Similares a los de clip, son unos intrauriculares inalámbricos que no disponen de cable o estructura de unión entre ambos auriculares y tampoco en torno a la oreja, y por tanto son más pequeños, llegando a ser casi indetectables. También pueden venderse por separado, y han sido tradicionalmente usados en los platós de televisión para ocultar al máximo el auricular a través del que reciben información del regidor.

Si llevan micrófono se pueden dividir en:
- Microauricular: El micrófono va acoplado a uno de los auriculares en forma de brazo articulado. Suelen usarse en entornos profesionales, aviación, jugadores, etc. Si solo llevan un auricular se les llama monoaurales. También se les llama microcascos.
- Microauricular de botón: Intraauriculares, normalmente el micrófono va acoplado en el cable. Son los que hoy en día se usan con los teléfonos móviles.

Por el principio de funcionamiento:
- Electrodinámicos: Son los más utilizados. Tienen buena reproducción de agudos y son económicos.
- Electrostáticos: Tienen buena respuesta en frecuencia.
- Piezoeléctricos: Se emplean para equipos pequeños (ayuda para la sordera, etc.).

Por el conexionado:
- Cableados: Suelen utilizar el puerto Jack de 3.5mm, aunque algunos usan USB.
- Inalámbricos: Se trata de la utilización de tecnologías de conectividad inalámbrica entre los audífonos y un dispositivo con el que estén emparejados. 
  - Auriculares infrarrojos: Este tipo de transmisión provee ciertas ventajas como su relativo bajo coste con respecto a otras tecnologías, pero también ofrece varias desventajas, entre las cuales se encuentra el alcance (que ronda solo los seis metros) lo que además está íntimamente ligado a la fidelidad del sonido cuando se aleja de la base emisora, es decir que cuanto más nos se aleje el usuario del punto de emisión de señal, existen más probabilidades de perder sonido.
  - Radiofrecuencia: Este tipo de auriculares son los más extendidos en el mercado para aplicaciones de alta fidelidad. Además de brindar un buen alcance efectivo de la transmisión, pueden transmitir hasta casi cien metros de distancia en un arco de 360°. Sin embargo, como desventaja, las ondas emitidas por dispositivos inalámbricos, redes inalámbricas o campos eléctricos, pueden añadir estática y zumbidos a esta conexión.
  - Auriculares Bluetooth: La tecnología Bluetooth es utilizada para la intercomunicación entre diversos tipos de dispositivos, y algunos fabricantes han decidido emplear este tipo de técnica para incorporarla a sus modelos de auriculares por su calidad y velocidad de transmisión. Como desventaja, se puede destacar que, mientras más se aleje el usuario del dispositivo con el que estén emparejados los auriculares, se producirán más microcortes en la conexión degradando su calidad hasta que se pierda totalmente el enlace.[11]

Por el tipo de sonido:
- Auriculares con sonido estéreo: Este tipo de auriculares son los más comunes en el mercado. En este tipo de sistema de sonido, el audio llega hasta los oídos mediante dos canales: izquierdo y derecho. Es justamente lo que lo diferencia del sonido mono, también llamado monoaural y que está en desuso hoy día.

- Auriculares con sonido envolvente: Este tipo de auriculares se caracterizan por emplear sonido 5.1 o 7.1 surround. Realmente este tipo de sonido surgió como un estándar de cine para casa y el número (5.1 o 7.1) definía cuantos altavoces había en la sala para crear una sensación de inmersión sonora. La forma en que este tipo de sonido llegó a los auriculares fue con la llegada al mercado de los cascos gaming, ya que los fabricantes empezaron a introducir este estándar para aquellos juegos donde el sonido posicional jugaba un papel importante. En los auriculares gaming, al tener los altavoces pegados a las orejas, los ingenieros de audio replicaron esa sensación inmersiva de sonido jugando con la orientación de los altavoces internos, para que tengamos la sensación de que el sonido procede de distintos lugares, aunque realmente no sea así, es lo que se conoce como sonido envolvente virtual.[12]

## Características
Cancelación de ruido
La cancelación de ruido es una característica parcialmente nueva que se puede encontrar en algunos modelos de auriculares. Básicamente lo que generan son ondas sonoras que chocan con las ondas provenientes del exterior y tienen el efecto de atenuar notablemente el ruido generado alrededor para que el oyente se pueda concentrar exclusivamente en la música.
Esta tecnología es buena para DJs o para escuchar música en entornos muy ruidosos. En algunos diseños es posible activar o desactivar esta función. Casi todos estos modelos se alimentan actualmente de baterías para hacer funcionar la cancelación de ruido.
Frecuencia
Se trata del rango de sonidos que pueden desplegar los auriculares. Se mide en hercios e incluye desde las frecuencias más altas hasta los bajos más profundos. Normalmente hay un rango compatible con cada modelo, por ejemplo, 18 Hz a 30 000 Hz. Cuanto más grande sea el rango mejor, así se logra mayor sensibilidad en graves y agudos. Como referencia, el ser humano puede escuchar frecuencias de entre 20 Hz y 20 000 Hz.
Impedancia
Es la resistencia al paso de corriente eléctrica; a menor impedancia, mayor volumen, por lo que se pueden hacerlos funcionar apropiadamente con fuentes de corriente pequeñas como el iPod (impedancias de 60 ohmios o menores). Si la impedancia es grande, por encima de 100 ohmios, se deberá usar un amplificador de audio.
Decibelios
El decibelio es la unidad con la que se mide la intensidad de sonido. Más decibelios significa mayor volumen del sonido. Casi todos los auriculares soportan hasta 100 dB.
El uso de auriculares a su vez puede producir cambios en la salud humana si se utilizan con un volumen muy alto de sonido. Se recomienda no exceder los 110 dB en el empleo habitual para evitar problemas de oído.
Imán permanente de samario-cobalto
Dentro de la cubierta de cada audífono, la electricidad en el alambre de cobre y la membrana del audífono crea un campo magnético que atrae al alambre y a la membrana hacia el imán permanente (elaborado de samario-cobalto); los cambios en la intensidad de la corriente eléctrica hacen que la membrana vibre, y las vibraciones mueven el aire, y así se genera el sonido.

## Beneficios y limitaciones
Los auriculares se utilizan para evitar que otras personas puedan o tengan que escuchar el sonido, como en sitios públicos, bibliotecas, etcétera, o para el aislamiento. Además, pueden proporcionar una calidad de sonido superior a la mayor parte de los altavoces, incluso de alta gama. Esto es especialmente notable en frecuencias bajas, donde en sistemas de altavoces domésticos es necesario el uso de un subwoofer, e incluso subwoffers de alta calidad pueden tener distorsiones en frecuencias muy bajas (en el caso de los auriculares, es mucho menos común a frecuencias muy bajas como 20 Hz).
Los auriculares también permiten un avanzado sistema de posicionamiento 3D de audio, muy usado en el cine y sobre todo en videojuegos, donde se puede juzgar la posición a partir de las fuentes de sonido (como los pasos de un enemigo) antes de aparecer en pantalla. Sin embargo, hay que destacar que el posicionamiento de sonido tridimensional está mucho más avanzado en el caso de sistemas de sonido 5.1 y 7.1. Para recrear un efecto similar con auriculares se utiliza la holofonía, sistema de audio que recrea casi a la perfección cualquier ambiente sonoro. Sin embargo, se usa muy poco debido a la necesidad de grabar las fuentes de sonido con micrófonos especiales y, por tanto, imposible de realizar en tiempo real. Esto hace que muchas veces la mayoría de las grabaciones que se escuchan sean grabadas en un estéreo diseñado para altavoces, que crean el efecto sonoro donde el sonido proviene del "centro de la cabeza" del oyente. Para simular los efectos tales como la reverberación de una estancia o sonidos que provienen de la parte de atrás, es necesario recrear dichas condiciones en la propia grabación, ya que los auriculares, al ir directamente al oído, no crean por sí mismos dichos efectos. Las grabaciones binaurales (las utilizadas para la holofonía) precisamente sirven para eso; sin embargo, por las razones antes mencionadas, son poco comunes en el cine y en la música.

## Peligros
Usar los auriculares en un nivel de volumen suficientemente alto puede causar el deterioro y/o la sordera temporal o permanente de oído debido a un efecto llamado enmascarar. El volumen del auricular tiene que competir con el ruido de fondo, especialmente en lugares excesivamente ruidosos, tales como estaciones del subterráneo, aviones y grandes multitudes. Esto conduce a la aparición del dolor normal asociado a niveles más altos de volúmenes, y los períodos prolongados del volumen excesivamente ruidosos son extremadamente perjudiciales.También entre los daños que se dan por el abuso del auriculares a nivel alto, se encuentra el tinnitus.
Existe una creencia que afirma que los auriculares pequeños pueden causar más daño que los grandes debido a que se introducen directamente en el oído. Sin embargo, esto es falso, puesto que los daños se producen en el oído interno, no en el externo. Así que el volumen, no el tamaño, influye en el nivel de riesgo.
En estos últimos años, el interés se ha vuelto a centrar netamente en la protección de la audición, y las compañías han respondido. Por ejemplo, la AVLS de Sony corrige diferencias en volúmenes de la pista mientras se están reproduciendo, y el chequeo de los sonidos de Apple normaliza los volúmenes máximos de pistas seleccionadas en iTunes. Al igual, la nueva tecnología de la marca Beats ha desarrollado sistemas de protección extensiva para el oído, creando límites de DB. Se pueden manipular también las etiquetas de volumen del archivo MP3; este método se debe hacer manualmente por el usuario por medio de software de terceros.
El gobierno francés ha impuesto un límite a todos los reproductores de música vendidos en el país: no deben ser capaces de producir más de 100 dB (el umbral de daño la audición durante su uso extendido es 80 dB, y el umbral del dolor, o de la pérdida de oído inmediata, es 130 dB).
Otros riesgos se presentan por el conocimiento reducido de sonidos externos; algunas jurisdicciones regulan el uso de auriculares mientras se conducen vehículos, limitando generalmente el uso de auriculares a un solo oído. También suelen limitar el volumen del sonido.